# Éléonore Lépinard
Éléonore Lépinard est une sociologue, née le 26 octobre 1976, à Angers, en France. Titulaire d’un doctorat en sociologie de l’École des hautes études en sciences sociales de Paris, elle est professeure en études de genre à l’Université de Lausanne, où elle dirige également le Centre en études genre.
Éléonore Lépinard lutte pour l’égalité hommes-femmes à travers des recherches dans les champs des mouvements et théories féministes, de l’intersectionnalité, du genre et du droit.

## Biographie
Éléonore Lépinard naît en 1976, à Angers. Elle grandit au sein d'une famille bourgeoise, aux côtés d'un père chirurgien et d'une mère gynécologue, qui est déterminée à poursuivre sa carrière et pousse ses enfants à « aller le plus loin possible ».
Elle poursuit ses études à Nantes, puis à Paris, sans toutefois se projeter dans une carrière académique, ce qu'elle comprend à présent comme un « privilège de classe ». À vingt-deux ans, alors qu'elle étudie à l’École normale supérieure, elle découvre les Gender Studies américaines, ce champ de recherche dédié à l’étude des rapports sociaux entre les genres, développé dès les années 1970. L'année suivante, elle participe au lancement d’un collectif féministe actif au sein de l’École normale supérieure, toujours en activité.
Le 16 décembre 2004, Éléonore Lépinard soutient à l'EHESS sa thèse de doctorat, dirigée par Rose Marie Lagrave, intitulée L'Égalité introuvable : stratégies de légitimation et mise en œuvre de la parité politique en France,. Après sa thèse, elle enseigne à l'université Sorbonne-René Descartes de Paris, avant de s'établir, dès 2008, au Québec, où elle est professeure adjointe en science politique et spécialiste des études de genres, à l'Université de Montréal. Elle rentre ensuite en Europe, pour enseigner en Suisse, à l'Université de Lausanne.

## Champs de recherche
Éléonore Lépinard lutte pour l’égalité hommes-femmes, sans minimiser les discriminations envers d’autres groupes sociaux, à travers des recherches dans les champs des mouvements et théories féministes, de l’intersectionnalité, du genre et du droit. Elle souhaite que les chercheurs en sciences sociales sortent de l’entre-soi académique et que le féminisme réfléchisse sur ses propres points aveugles, en particulier ceux liés à l’islamophobie.
Son ouvrage Feminist Trouble Intersectional politics in postsecular Times, analyse et interroge les attachements moraux et politiques des militantes françaises et québécoises au projet féministe, dans un contexte marqué par la montée des fémonationalismes et de l’islamophobie.
Dans cette recherche, le concept de l’intersectionnalité permet de mettre évidence « la nécessité de penser ensemble les différentes formes d’oppression ».

## Engagements
En janvier 2018, avec plus de deux cents féministes inquiètes de la délégitimation de la lutte contre le harcèlement, elle signe une réaction publiée par Mediapart, en réponse à la tribune parue dans le quotidien français Le Monde, intitulée « La Liberté d'importuner ».
La même année, aux côtés de 313 membres du corps professoral de tous niveaux et tous publics, qui enseignent la langue française ou corrigent des copies et autres textes rédigés dans cette langue, elle s'engage à ne plus enseigner la règle de grammaire résumée par la formule « le masculin l'emporte sur le féminin », en signant une tribune intitulée « Nous n'enseignerons plus que "le masculin l'emporte sur le féminin" ».
En février 2021, lors d'un entretien, Éléonore Lépinard évoque ironiquement les célébrations relatives à l'obtention tardive — 1971 — du droit de vote féminin en Suisse, en parlant de « honte nationale ». Lorsqu'elle évoque les possibilités féminines d'accès au champ politique, elle explique que le quota s’impose à présent comme une nécessité pour dépasser la persistance d'une certaine mentalité patriarcale. En effet, « s’il y avait d’autres moyens que les quotas, ça se saurait. Les quotas ont prouvé qu’ils fonctionnaient. Les partis de gauche n’ont pas besoin d’être convaincus de l’intérêt des quotas. Le problème, c’est de convaincre la droite réticente à prendre des mesures concrètes, à cause d’une absence de volonté politique allant dans ce sens. Les femmes politiques de droite sont nombreuses à vouloir introduire des réformes dans leurs partis ».
Son ouvrage Feminist Trouble, publié en juin 2021 et dont le titre s'inspire de celui de Judith Butler, Gender Trouble, « brise le mythe », selon la sociologue Dina Bader, qui présente les féministes en tant qu'un groupe homogène et uni. La chercheuse y examine les raisons des divisions internes relatives au féminisme contemporain et propose une approche pour une meilleure harmonie entre les courants féministes[source insuffisante]. Elle part du constat que, si les scissions au sein du féminisme ne sont pas nouvelles, « les féministes ne sont parfois pas solidaires entre elles, avec d’autres femmes se revendiquant pourtant elles aussi féministes ». Les sujets liés à la prostitution, la pornographie ou aux inégalités raciales sont des sujets qui divisent les milieux féministes. De plus, le débat sur le voile islamique cristallise les tensions, c'est pourquoi Éléonore Lépinard explore la question de la place de l’Islam dans les sociétés occidentales, dans le but de proposer une analyse des tensions qui existent entre les féministes.

## Publications
- 2005 : Éléonore Lépinard et Dominique Fougeyrollas-Schwebel, Féminisme(s). Penser la pluralité., Éditions L'Harmattan, coll. « Cahiers du genre » (no 39/2005), 1er décembre 2005, 272 p. (ISBN 978-2747593786)
- 2007 : Éléonore Lépinard, L'égalité introuvable. La parité, les féministes et la République., Les Presses de Sciences Po, coll. « Fait politique », 8 février 2007, 293 p. (ISBN 978-2724610130)
- 2016 : Éléonore Lépinard, Farinaz Fassa et Marta Roca i Escoda, L'Intersectionnalité, enjeux théoriques et politiques, La Dispute, coll. « Le Genre du monde », 28 novembre 2016, 282 p. (ISBN 978-2843032820)
- 2018 : (en) Éléonore Lépinard et Ruth Rubio-Marín, Transforming Gender Citizenship. The Irresistible Rise of Gender Quotas in Europe., Cambridge University Press, 19 juillet 2018, 488 p. (ISBN 978-1108429221)
- 2020 : Éléonore Lépinard et Marylène Lieber, Les Théories en études de genre, La Découverte, coll. « Repères / n° 737. Sociologie », 11 juin 2020, 127 p. (ISBN 978-2348046223)
- 2020 : (en) Éléonore Lépinard, Feminist Trouble. Intersectional politics in postsecular Times., OUP USA, 4 juin 2020, 336 p. (ISBN 978-0190077150)
- 2021 : Éléonore Lépinard et Sarah Mazouz, Pour l'intersectionnalité, Anamosa, 6 mai 2021, 72 p. (ISBN 978-2381910260)
- 2021 : Éléonore Lépinard, Oriane Sarrasin et Lavinia Gianettoni, Genre et islamophobie. Discriminations, préjugés et représentations en Europe., ENS Éditions, coll. « Sociétés, espaces, temps », 6 msi 2021, 229 p. (ISBN 979-1036202940)

## Distinctions
- 2012 : Prix Frank L. Wilson, meilleur article sur la France, Association Américaine de Science Politique[14]
- 2012 : Prix du meilleur article présenté section Femmes et Politique, Association Américaine de Science Politique[14]